# 1946 en Norvège
Chronologie de la Norvège
- 1942
- 1943
- 1944
- 1945
- 1946
- 1947
- 1948
- 1949
- 1950

Cet article présente les faits marquants de l'année 1946 en Norvège ou relatifs à la Norvège.

## Gouvernance
- Haakon VII est roi de Norvège.
- Einar Gerhardsen est le chef du gouvernement.

## Événements
- 1er février : le norvégien Trygve Lie est élu secrétaire général par l'Assemblée générale de l'Organisation des Nations unies[1].

## Sport
- Les Championnats d'Europe d'athlétisme de 1946, les 3e, ont eu lieu du 22 août au 25 août 1946 à Oslo, en Norvège.

## Naissances
- Naissance en Norvège en 1946

## Décès
- Décès en Norvège en 1946